# 中汽凱瑞貿易
中汽凱瑞貿易有限公司，中國機械工業集團有限公司屬下機構，是在1998年成立，主要業務主营汽车及汽车零部件的进出口业务，从事国内进口汽车、机械、电子、纺织品、化工材料、石油制品的销售；对销贸易；转口贸易；承办汽车行业国内外展览及广告宣传业务；开展汽车租赁，汽车工业技术咨询等经营活动，現任董事長及總裁张福生。
1999年，被中國機械工業集團有限公司收購本集團，已被國務院批准。